# بندر ناصر المطیری
بندر ناصر المطیری (انگلیسی: Bander Nasser؛ زادهٔ ۱۴ مارس ۱۹۹۰) یک ورزشکار اهل عربستان سعودی است.